# 格奥尔基·克拉约韦亚努
格奧爾基·「吉卡」·克雷奧維努（羅馬尼亞語：Gheorghe "Gica" Craioveanu，1968年2月14日—）是一名足球運動員。他曾隨國家隊參加1998年國際足協世界盃。他的兒子Alejandro同樣從事足球運動。

## 外部連結
- 格奥尔基·克拉约韦亚努在RomanianSoccer.ro和StatisticsFootball.com上的資料
- 格奥尔基·克拉约韦亚努在BDFutbol中的档案
- 格奥尔基·克拉约韦亚努在 National-Football-Teams.com 上的出场纪录
- 格奥尔基·克拉约韦亚努 – FIFA國際賽競賽紀錄 (存檔)
- Romania stats at Eu-Football （页面存档备份，存于）